# Santa Maria de Ripoll

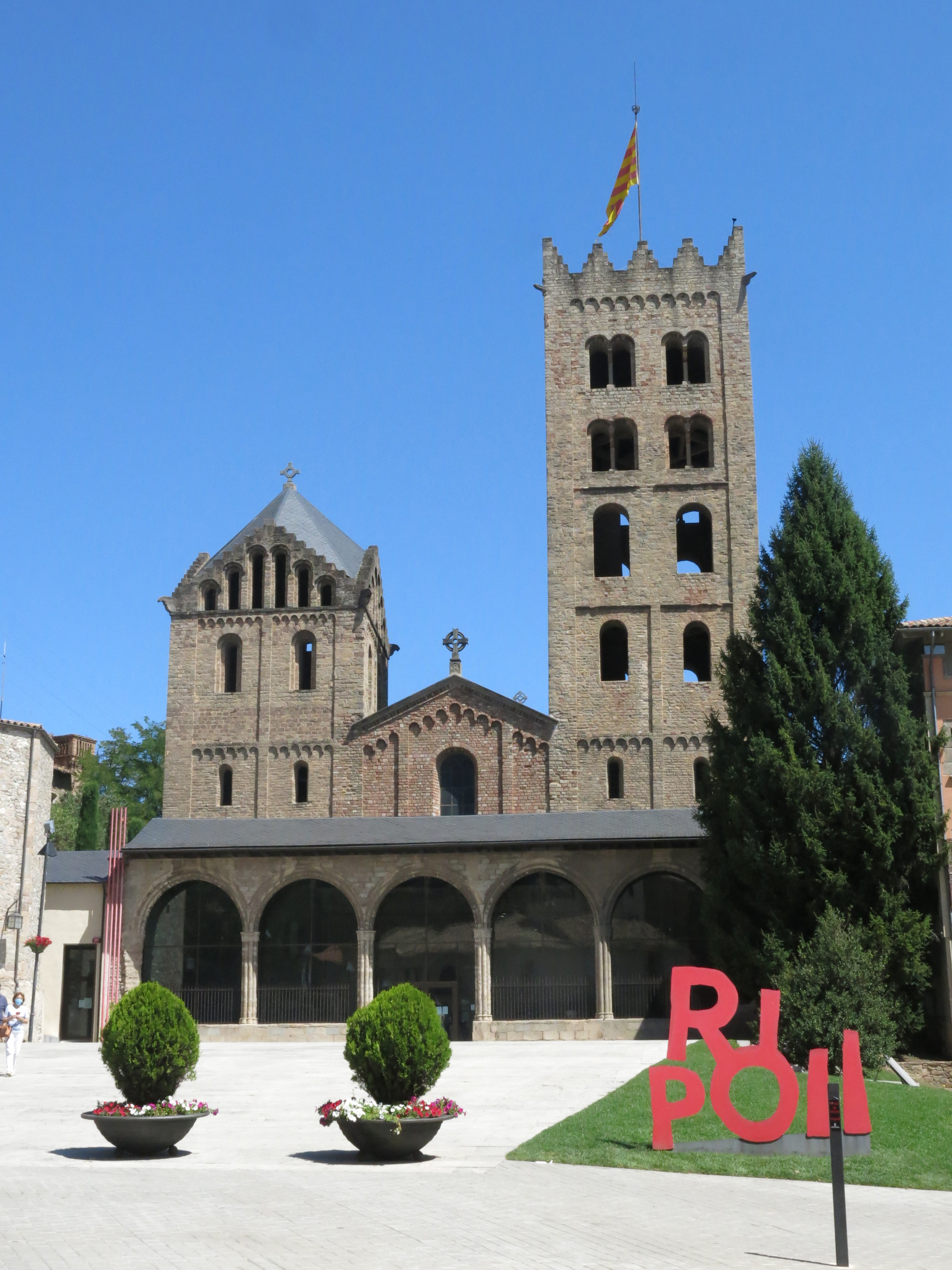
Fassade der Klosterkirche

Die Klosterkirche Santa Maria de Ripoll ist ein wegweisendes romanisches Bauwerk in der Stadt Ripoll in Katalonien, von dem aber nur der Kreuzgang original erhalten ist. Die heutige Kirche ist weitgehend das Ergebnis einer Restaurierung am Ende des 19. Jahrhunderts.

## Geschichte
Das Benediktinerkloster wurde 879  von Wilfried dem Haarigen, Guifré el Pilós gegründet. Seine Absicht war unter anderem die Besiedlung des Tals des „Rio Ripoll“ und damit die Ausweitung seiner Besitzungen.
Die Weihe der Kirche erfolgte am 20. April 888 auf den Namen „Santa Maria“. Wilfried machte seinen Sohn Radulf zum ersten Abt. Santa María de Ripoll wuchs schnell und wurde ein bedeutendes kulturelles Zentrum, besonders wegen seiner großen Sammlung alter Schriften. Beim Tod des Abtes Oliva (1046) umfasste die Bibliothek bereits 246 Handschriften. Eine der berühmten Bibeln aus Ripoll befindet sich heute in der Bibliothek des Vatikans.
Unter Oliva erfolgten die Gründungen der Tochterklöster Montserrat und Saint-Martin du Canigou. Die Bedeutung der Abtei kann man auch an dem Umstand erkennen, dass Gerbert von Aurillac, der spätere Papst Silvester II., hier seine Ausbildung erhielt.
Santa Maria blieb das kulturelle Zentrum Kataloniens bis ins 15. Jahrhundert. Am 2. Februar 1428 zerstörte ein schweres Erdbeben weite Teile der Abtei, die danach im gotischen Stil wieder aufgebaut wurde.
Die Mönche verließen das Kloster 1835, woraufhin es stark verfiel. 1886 ordnete Josep Morgades, der Bischof von Vic, den Wiederaufbau an, bei dem der ursprüngliche Zustand weitgehend wiederhergestellt und 1893 mit der Weihe der Kirche abgeschlossen wurde.

## Architektur

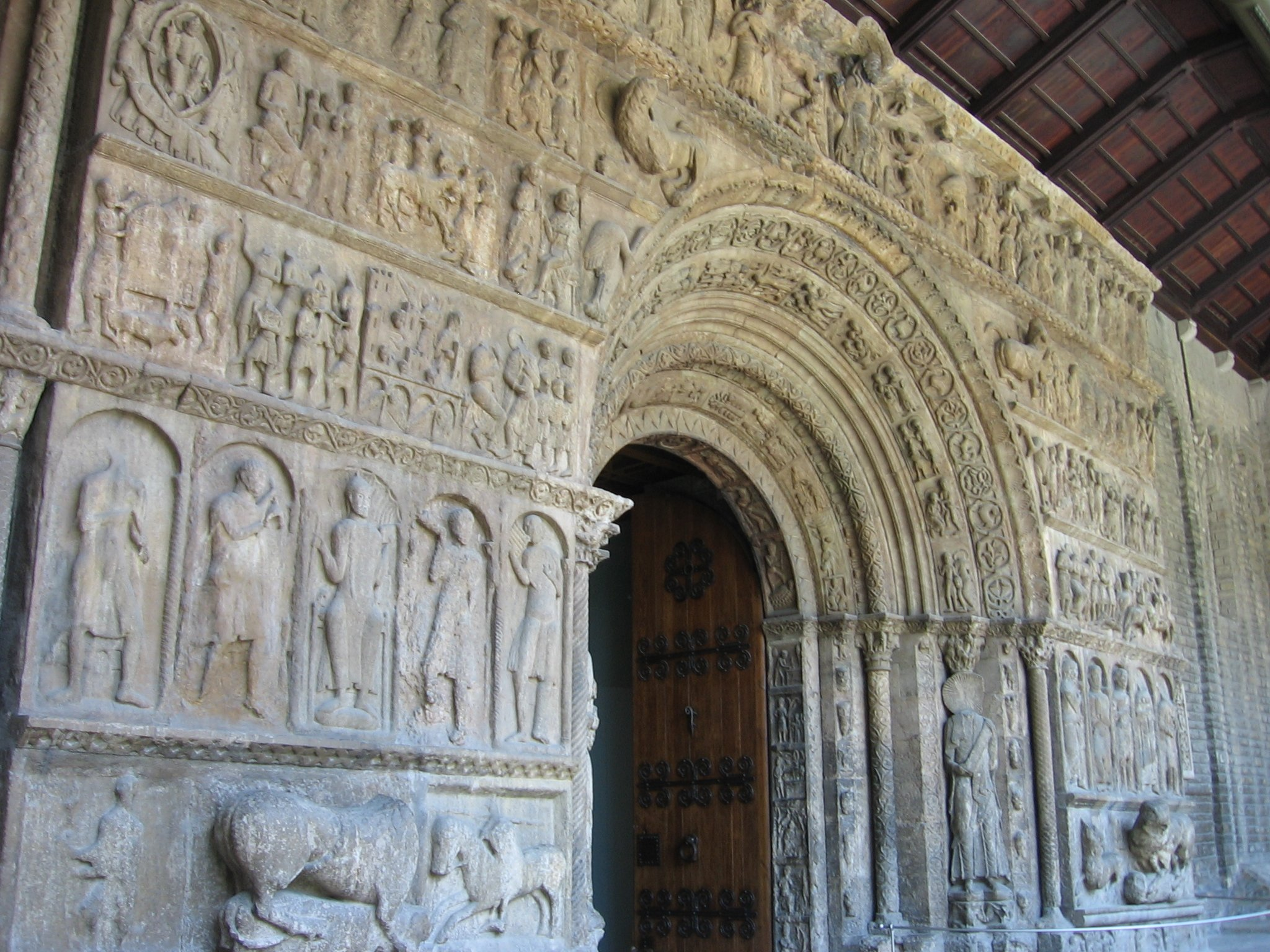
Portal

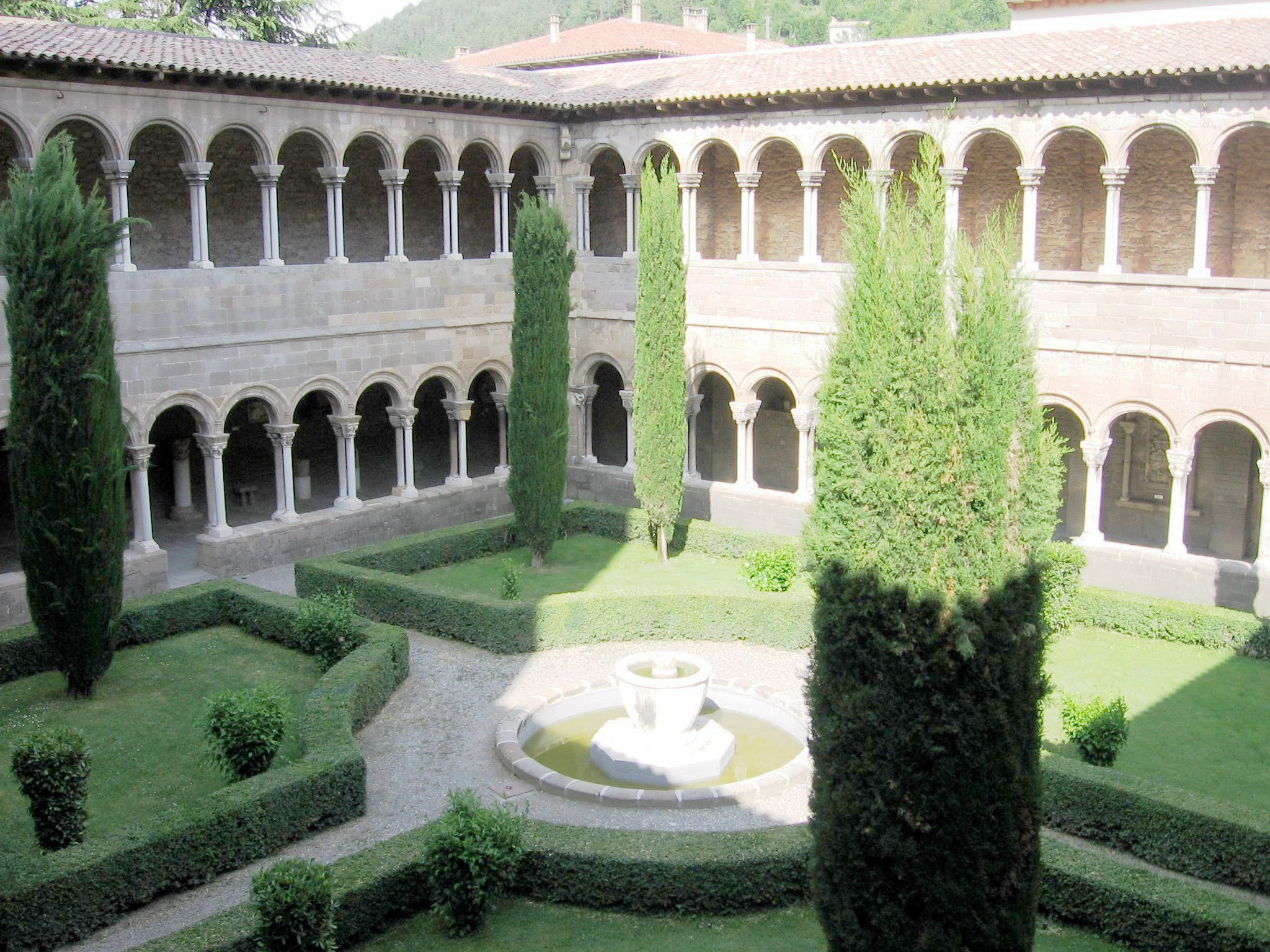
Kreuzgang des Klosters

Das Aussehen der Kirche wurde maßgeblich bestimmt durch die beiden herausragende Äbte Arnulf und Oliva (Abt von 1008 bis 1046). Arnulf hatte die – ursprünglich wohl im mozarabischen Stil errichtete – Kirche auf fünf Schiffe mit ebenso vielen Apsiden erweitern lassen, versehen mit einem Holzdach. Die Kirche war nach Abschluss der Arbeiten 60 m lang und 40 m breit. 977 war die Erweiterung vollendet.
Im Jahr 1032 nahm Abt Oliva nach einer Romreise – beeindruckt vom Vorgängerbau des heutigen Petersdoms – die für die Zukunft der katalanischen Architektur entscheidenden Veränderungen vor: Er ließ nach dem Vorbild von Alt-Sankt-Peter ein Querschiff mit 7 Apsiden anbauen. Der Eingang wurde mit einer Portikus versehen, flankiert von zwei Glockentürmen im lombardischen Stil. Mit Ripoll wurde so im christlichen Spanien „ein neuer Trend gesetzt“. Nach diesem Bau wurde der mozarabische Stil kaum noch verwendet, der „römische“ setzte sich durch. Mit Ripoll begann die Romanik in Spanien.
Im Inneren ist die Kirche recht dunkel: die Fenster sind nicht aus Glas, sondern aus Alabaster. Die Rekonstruktionen im 19. Jahrhundert reduzierten die Zahl der Schiffe von ursprünglich fünf auf drei. In der Krypta liegen die sterblichen Überreste einiger Grafen von Besalú und Barcelona.
Das bedeutendste Kunstwerk in der Kirche ist das Portal aus dem 12. Jahrhundert. Die Form erinnert dabei stark an römische Triumphbögen. Das aus großen Steinblöcken bestehende Portal war vom Verfall nach der Auflösung des Klosters stark betroffen. Dennoch ist es ein schönes Beispiel der romanischen Baukunst in Katalonien. Die Vorderseite ist mit einem Relief aus der Mitte des 12. Jahrhunderts versehen. Dies besteht aus 7 Ebenen, sogenannten „Registern“. In der Mitte findet sich Christus als Weltherrscher, umgeben von den Symbolen der vier Evangelisten. Zahlreiche mythologische Tiere stellen die Todsünden dar. Das Portal flankieren zwei teilweise zerstörte Statuen der Apostel Petrus und Paulus. Außerdem finden sich Szenen aus dem Leben der Apostel sowie Darstellungen der 12 Monate.
Der Kreuzgang besteht aus zwei Etagen. Das untere Stockwerk wurde nach 1180 begonnen und war Anfang des 14. Jahrhunderts vollendet. Die obere Etage stammt aus dem 15. und 16. Jahrhundert. Die korinthisch beeinflussten Kapitelle der Rundbögen zeigen Szenen aus der antiken Mythologie oder dem Alltagsleben.